# Kacey Musgraves
Kacey Lee Musgraves (sinh 21/08/1988) là một ca sĩ người Mỹ nhạc đồng quê đoạt giải Grammy. Cô đã tự phát hành ba Album trước khi xuất hiện tại mùa thứ năm của chương trình tìm kiếm tài năng của USA Network Nashville Star vào năm 2007, cô xếp hạng thứ bảy. Năm 2012, cô ký hợp đồng với hãng địa Mercury Nashville, Kacey phát hành album phòng thu Same Trailer Different Park vào tháng 3 năm 2013.

## Tiểu sử
Musgraves sinh ở Golden, Texas. Cô bắt đầu sáng tác lúc 8 tuổi, cô viết bài hát "Notice Me" cho lễ tốt nghiệp tiểu học. Cô bắt đầu học chơi Mandolin và năm 12 tuổi cô tập chơi guitar với nhạc sĩ địa phương John DeFoore, sau này cô chia sẻ điều này "một trong những điều quan trọng nhất đến với tôi". Cô bắt đầu bước chân vào nhạc đồng quê năm 18 tuổi.

## Sự nghiệp
Vào năm 2008, khi Musgraves sống ở Austin cô được hãng đĩa độc lập Triple Pop phát hiện. Cô đã thu hai bài hát "Apologize" và "See You Again".
Năm 2003, cô cho ra mắt sản phẩm thứ 2 mang tên Wanted: One Good Cowboy vào ngày 19/05. Tuy nhiên, cả hai album đầu tiên của Kacey Musgraves chưa thật sự gây chú ý.
Năm 2007, cô tham gia cuộc thi tìm kiếm ca sĩ ở dòng nhạc country mang tên Nashville Star mùa thứ 7 và Kacey Musgraves lọt vào Top 7 của cuộc thi năm đó. Trước khi đến với cuộc thi, vào 06/03/2007, album thứ mang chính tên Kacey Musgraves được ra mắt. Đây là sản phẩm âm nhạc thứ 3 do chính cô tự phát hành.
Trưởng thành từ cuộc thi, cô có nhiều cơ hội cộng tác cùng với các hãng ghi âm lớn. Năm 2012, Kacey Musgraves
ký hợp đồng với hãng đĩa Mercury Records và cho ra mắt single chính 
thức đầu tiên mang tên Merry Go Round. Cùng trong năm 2012, cô tham gia 
tour diễn Own The Night của nhóm Lady Antebellum tại Anh.
19/03/2013, album thứ tư của Kacey Musgraves
mang tên Same Trailer Different Park ra mắt. Album được quảng bá rộng 
rãi nhiều hơn so với 3 album trước đây. Trong tuần đầu tiên ra mắt, 
album đã bán được 42,000 bản và chiếm vị trí thứ 2 tại Billboard Country
Music Chart.

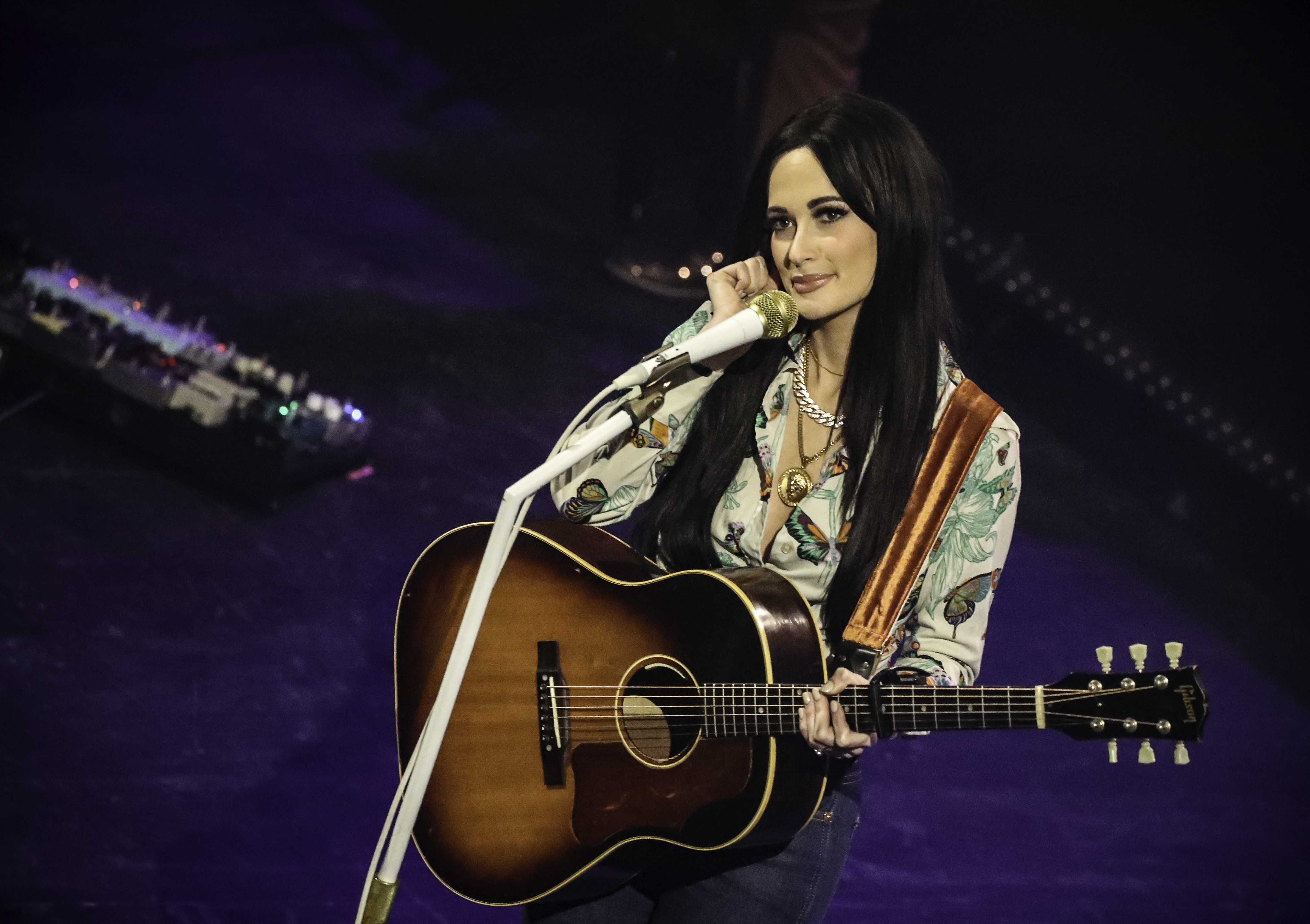
Kacey Musgraves năm 2019

Năm 2013 tại giải thưởng Academy of Country Music Awards lần thứ 48.
Cô nhận được 4 đề cử cho các hạng mục "Top nghệ sĩ mới", "Top nữ ca sĩ"
và "Video clip của năm" cho ca khúc Merry Go Round (nhận 2 đề cử cho ca
sĩ và đạo diễn).
Tại giải thưởng CMT cũng trong năm 2013, cô nhận được 2 đề cử cùng 
với ca khúc Merry Go Round ở hạng mục "Video trong năm của nữ ca sĩ" và 
"Video mới của năm".
Cô còn đảm nhận vai trò là nhạc sĩ sáng tác cho một số ca sĩ trong 
dòng nhạc country khác như Martina McBride, Miranda Lambert, Hayden 
Panettiere, Charles Esten, Gretchen Wilson.
Các album đã phát hành:
16/07/2002: Movin' On
19/05/2003: Wanted: One Good Cowboy
06/03/2007: Kacey Musgraves
19/03/2013: Same Trailer Different
26/06/2015: Pageant Material

## Tranh cãi
Hôm 11/10/2019, Kacey Musgraves đăng tải loạt ảnh mặc áo dài Việt Nam trên Instagram. Cô nhanh chóng nhận về vô số chỉ trích từ fan Việt vì không mặc quần và tạo dáng phản cảm. Cụ thể theo thông tin từ trang Dallas Observer, tối 10/10 (giờ địa phương), Kacey Musgraves đã có buổi biểu diễn đầy ấn tượng tại Dallas (Mỹ) trước đông đảo khán giả. Xuất hiện trên sân khấu, ngôi sao sinh năm 1988 diện chiếc áo dài màu vàng chất liệu khá mỏng nhưng không mặc quần. Cô thể hiện hàng loạt bản hit gắn liền với tên tuổi của mình như: Slow Burn, High Horse, Rainbow, Golden Hour... Ngôi sao nhạc đồng quê nổi tiếng nước Mỹ nhận được nhiều lời khen vì giọng hát tuyệt vời, phong cách biểu diễn cuốn hút, tự tin và chuyên nghiệp.
Tuy nhiên, cách ăn mặc của nữ ca sĩ không được nhiều người hâm mộ Việt biết tới cho đến khi Kacey Musgraves chia sẻ loạt ảnh hậu trường với trang phục truyền thống của Việt Nam lên mục story của Instagram cá nhân vào chiều 11.10 (giờ địa phương). Trong những hình ảnh được chủ nhân giải Grammy khoe trên mạng xã hội, cô vô tư uốn éo, tạo dáng phản cảm với chiếc áo dài không quần, chính xác là cô sử dụng nội y thay vì quần ống rộng khi kết hợp với trang phục truyền thống của Việt Nam. Thậm chí, nữ ca sĩ còn đăng một video ngắn ghi lại những động tác khiêu khích, hớ hênh với bộ cánh vừa mặc lên sân khấu. Những hình ảnh nói trên nhanh chóng gây sự chú ý với nhiều khán giả cũng như truyền thông Việt Nam và trở thành đề tài được bàn tán rầm rộ trên mạng xã hội.
Đa phần những bình luận về loạt ảnh của Kacey Musgraves đều thể hiện thái độ bức xúc, phẫn nộ trước cách ăn mặc phản cảm của ngôi sao nổi tiếng. Nhiều người cho rằng trang phục biểu diễn có thể quyến rũ, phá cách thậm chí táo bạo song người nghệ sĩ không vì thế mà có thể diện quốc phục của một quốc gia với thái độ thiếu tôn trọng thậm chí là bôi nhọ, xúc phạm như trường hợp của chủ nhân hit Golden Hour.
Cùng với đó, những ý kiến chỉ trích, "ném đá" Kacey Musgraves ngập tràn trên mạng xã hội: "Người Việt Nam không mặc áo dài như vậy", "Dù gì cũng là ca sĩ nổi tiếng trong làng nhạc đồng quê, lại được cả giải Grammy mà ý thức quá tệ. Áo dài là trang phục tôn vinh vẻ đẹp của phụ nữ Việt mà mặc như thế khác nào sỉ nhục văn hóa, phụ nữ Việt Nam? Muốn không đụng hàng trên sân khấu thì thiếu gì cách mà sao phải lấy cả một quốc gia ra làm trò đùa như vậy?", "Nghĩ sao áo dài duyên dáng, đẹp đẽ là thế mà lôi ra mặc theo cái kiểu tục tĩu, chào hàng như này?", "Thô bỉ kinh khủng, mấy hết cả cái đẹp của bộ áo dài đó. Mặc như chị chẳng khác nào gián tiếp xúc phạm Việt Nam. Mấy nghệ sĩ quốc tế nếu muốn mặc áo dài thì mặc cho đàng hoàng, không thì khỏi mặc chứ đừng làm ô uế vẻ đẹp truyền thống của tà áo dài Việt"...
CNN, Washington Post, NBC News và nhiều tờ báo quốc tế đã trích dẫn những bình luận phản đối hành động mặc áo dài không quần của Kacey Musgraves hồi tuần trước.
"Cô ấy đang bị chỉ trích vì cách mặc áo dài được cho là không phù hợp với truyền thống người Việt trong show diễn ở Dallas, Texas hồi tuần trước. Khi đó, Musgraves xuất hiện với bộ áo dài có đường cắt xẻ hai bên, nhưng trang phục này vốn được mặc cùng quần dài", CNN viết.
Tiếp tục, nguồn tin còn dẫn thêm một số bình luận cho thấy sự phẫn nộ của cộng đồng mạng quốc tế trước vụ việc. Trong đó, đoạn tweet: "Văn hóa không đồng nghĩa với tình dục" nhận được hơn 6.000 lượt thích.
"Bạn hãy mặc quần vào như cách những cô gái khác đã mặc cùng áo dài. Xin đừng làm suy giảm giá trị của nền văn hóa Việt", CNN dẫn phát ngôn của Mai Nguyễn Đỗ trong bài viết.
Hãng tin còn cho hay rất nhiều người nhận định giọng ca từng giành giải Grammy thiếu tôn trọng áo dài - trang phục mang nhiều ý nghĩa văn hóa và lịch sử.
Tới hiện tại, Musgraves vẫn chưa lên tiếng sau hàng loạt chỉ trích về phía mình. CNN đang liên hệ với đại diện của nữ ca sĩ để nghe phản hồi.
Tờ Washington Post cũng đăng bài viết phản ánh vụ việc và dẫn chứng nhiều ngôi sao thế giới từng mặc áo dài đúng cách như Rihanna, Naomi Campbell, Tyra Banks...
Trong khi đó, trên NBC News có đoạn viết: "Nhiều người Mỹ gốc Việt đang chỉ trích Kacey Musgraves vì mặc áo dài sai cách. Họ nói rằng cô ấy không chỉ chiếm dụng văn hóa trang phục mà còn tình dục hóa nó".
Tờ báo quốc tế còn dẫn ý kiến của hai người Mỹ gốc Việt nổi tiếng là blogger Michelle Phan và Thuy Pham - giám đốc điều hành Trung tâm Di sản Việt Nam trụ sở New York.
Nhân vật Thuy Pham trả lời phóng viên NBC News rằng: "Sức gợi dục của việc mặc áo dài không quần thật đáng kinh tởm. Đây là một cú sốc, gây khó chịu và hành động chiếm đoạt văn hóa của dân Việt".
Ngoài ra, người này cũng đưa ra phân tích áo dài gồm có hai tà trước và sau, tà áo có thể ngắn hoặc dài hơn đầu gối người mặc. Những biến tấu cổ áo hình chữ U, trái tim, cổ tròn... được thể hiện trên loại trang phục này nhưng chưa có bất cứ phiên bản nào được phép không mặc kèm quần dài.

## Sự nghiệp diễn xuất

### Điện ảnh
| Năm  | Tên phim             | Vai diễn      | Ghi chú    |
| ---- | -------------------- | ------------- | ---------- |
| 2021 | Earwig and the Witch | Mẹ của Earwig | Lồng tiếng |

## Giải thưởng và đề cử
| Năm  | Association                                     | Hạng mục                                                                               | Kết quả                                   |
| ---- | ----------------------------------------------- | -------------------------------------------------------------------------------------- | ----------------------------------------- |
| 2013 | ACM Awards                                      | Top New Female Artist                                                                  | Đề cử                                     |
| 2013 | ACM Awards                                      | Top Female Vocalist                                                                    | Đề cử                                     |
| 2013 | ACM Awards                                      | Music Video of the Year - "Merry Go 'Round" (two nominations: artist and director)     | Đề cử                                     |
| 2013 | CMT Music Awards                                | Female Video of the Year - "Merry Go 'Round"                                           | Đề cử                                     |
| 2013 | CMT Music Awards                                | Breakthrough Video of the Year - "Merry Go 'Round"                                     | Đề cử                                     |
| 2013 | CMA Awards                                      | Single of the Year - "Merry Go 'Round"                                                 | Đề cử                                     |
| 2013 | CMA Awards                                      | Album of the Year - Same Trailer Different Park                                        | Đề cử                                     |
| 2013 | CMA Awards                                      | Song of the Year - "Mama's Broken Heart"                                               | Đề cử                                     |
| 2013 | CMA Awards                                      | Song of the Year - "Merry Go 'Round"                                                   | Đề cử                                     |
| 2013 | CMA Awards                                      | Female Vocalist of the Year                                                            | Đề cử                                     |
| 2013 | CMA Awards                                      | New Artist of the Year                                                                 | Đoạt giải                                 |
| 2013 | American Country Awards                         |                                                                                        |                                           |
| 2013 | New Artist of the Year                          | Đề cử                                                                                  |                                           |
| 2013 | Music Video by a New Artist - "Merry Go 'Round" | Đề cử                                                                                  |                                           |
| 2013 | Song of the Year - "Mama's Broken Heart"        | Đề cử                                                                                  |                                           |
| 2013 | Song of the Year - "Merry Go 'Round"            | Đề cử                                                                                  |                                           |
| 2014 | Grammy Awards                                   | Đề cử                                                                                  | Best New Artist                           |
| 2014 | Grammy Awards                                   | Đề cử                                                                                  | Best Country Song - "Mama's Broken Heart" |
| 2014 | Grammy Awards                                   | Best Country Song - "Merry Go 'Round"                                                  | Đoạt giải                                 |
| 2014 | Grammy Awards                                   | Best Country Album - Same Trailer Different Park                                       | Đoạt giải                                 |
| 2014 | ACM Awards                                      | Female Vocalist of the Year                                                            | Đề cử                                     |
| 2014 | ACM Awards                                      | Album of the Year - Same Trailer Different Park (two nominations: artist and producer) | Đoạt giải                                 |
| 2014 | ACM Awards                                      | Song of the Year - "Mama's Broken Heart"                                               | Đề cử                                     |
| 2014 | ACM Awards                                      | Video of the Year - "Blowin' Smoke"                                                    | Đề cử                                     |
| 2014 | CMT Music Awards                                | Video of the Year - "Follow Your Arrow"                                                | Đề cử                                     |
| 2014 | CMT Music Awards                                | Female Video of the Year - "Follow Your Arrow"                                         | Đề cử                                     |
| 2014 | World Music Awards                              | World's Best Female Artist                                                             | Đề cử                                     |
| 2014 | World Music Awards                              | World's Best Live Act                                                                  | Đề cử                                     |
| 2014 | World Music Awards                              | World's Best Entertainer                                                               | Đề cử                                     |
| 2014 | World Music Awards                              | World's Best Album - Same Trailer Different Park                                       | Đề cử                                     |
| 2014 | CMA Awards                                      | Song of the Year - "Follow Your Arrow"                                                 | Đoạt giải                                 |
| 2014 | CMA Awards                                      | Video of the Year - "Follow Your Arrow"                                                | Đề cử                                     |
| 2014 | CMA Awards                                      | Female Vocalist of the Year                                                            | Đề cử                                     |
| 2014 | American Music Awards                           | Favorite Country Artist: Female                                                        | Đề cử                                     |